# Companyia de Santa Úrsula
|  | L'article tracta de l'institut secular fundat per Àngela Merici en 1535. Per a l'orde monàstic que se'n derivà, vegeu: Orde de Santa Úrsula. Per a les congregacions religioses originades a partir d'aquesta, vegeu: congregacions religioses d'ursulines. |

La Companyia de Santa Úrsula, les membres de la qual eren conegudes com a Ursulines, era un institut secular fundat per Àngela Merici en 1535 amb l'objecte de donar educació a les noies. D'aquest institut deriven altres instituts religiosos, de germanes o monges, que segueixen el mateix objectiu. Aquests són avui coneguts com a ursulines, però no són, de fet, continuadors de la companyia original.

## Orígens
La congregació fundada per Àngela Merici (1474-1540) s'originà quan en 1516, les autoritats de Brèscia convidaren la santa a fer a la ciutat una tasca similar a la que estava desenvolupant a Desenzano, on havia obert una casa on les nenes i noies rebien gratuïtament educació cristiana. Obrí una casa similar a Brèscia i allí impartia les classes.
Després d'un pelegrinatge a Roma i Terra Santa, el 25 de novembre de 1535, a l'església de Santa Afra de Brèscia, Angela, amb 28 companya més, van fer vots de dedicar la resta de les seves vides al servei de Déu, particularment mitjançant l'educació i instrucció de les noies. Així començà, pròpiament, la Companyia, que va prendre el nom de santa Úrsula de Colònia, llavors patrona d'estudiants i universitats.
Les primeres ursulines eren "verges en el món": no feien vida en comú, ni portaven hàbit ni feien vots. Eren laiques que es comprometien, lliurement, a una tasca cristiana i a fer vida cristiana: feien vida retirada, es reunien periòdicament per fer pregària o comunió i seguien una regla, redactada per Àngela Merici, que prescrivia aquest tipus de vida. Estaven subjectes a l'autoritat del bisbe local, que n'era el superior únic de la Companyia (no de la comunitat, ja que, de fet, no existia com a tal).
Les ursulines van ser aprovades pel bisbe de Brèscia en 1536 i per Pau III, amb la butlla Regimini Universalis Ecclesiae, el 9 de juny de 1544.
La companyia va tenir una ràpida difusió. El 1566, Carles Borromeo les cridà a Milà, com van fer altres bisbes seguint-ne l'exemple. L'expansió, però, va conduir a canviar la manera de viure prescrita per la fundadora: allí on van anar, els bisbes les obligaren a constituir-se en comunitats monàstiques i emetre vots religiosos, donant origen a les ursulines claustrals, o a formar congregacions religioses emetent vots simples, com les Ursulines de Sant Carles de Milà.
Es desenvoluparen, doncs, tres tipus d'ursulines: 
- les seculars: només poden considerar-se aquí la companyia original de Brèscia;
- les germanes, que feien vida comuna com a congregació religiosa, sense clausura: a partir de les de Milà
- les claustrals, com a orde monàstic de clausura: a partir de 1612, a França

## L'institut secular
Les ursulines seculars de Brèscia, disperses durant el període napoleònic, van ressorgir-hi per obra de les germanes Maddalena i Elisabetta Girelli, amb el suport del bisbe Girolamo Verzieri. Les dues s'encarregaren de difondre l'obra per altres diòcesis, donant lloc a diverses companyies diocesanes, dependents de cada bisbat i amb autonomia.
En [1947 Pius XII promulgà la constitució Provida Mater Ecclesia, que convertí aquestes companyies en instituts seculars. La majoria d'aquests instituts estan federats i van ser aprovats com a instituts seculars de dret pontifici el 25 de maig de 1958, conformat la Companyia de Santa Úrsula o Institut Secular de Santa Àngela Merici, amb seu a Brèscia, a la casa original de la institució.